# Hyposidra infixaria
Hyposidra infixaria là một loài bướm đêm trong họ Geometridae.